# Man müsste nochmal zwanzig sein
Man müsste nochmal zwanzig sein ist ein österreichischer Spielfilm in Schwarzweiß von Hans Quest. Das Drehbuch haben Kurt Nachmann und Lotte Neumann, letztere unter dem Pseudonym Charlotte Diller, verfasst. Die Hauptrollen sind mit Karlheinz Böhm, Johanna Matz, Ewald Balser und Susi Nicoletti besetzt. Seine Uraufführung erlebte das Werk am 14. August 1958, zeitgleich in Österreich und in der Bundesrepublik Deutschland. Bei dem Film handelt es sich um die Neuverfilmung der deutschen Filmkomödie Altes Herz wird wieder jung aus dem Jahr 1942 mit Emil Jannings in der Hauptrolle.

## Handlung
Obwohl er bereits 70 Jahre alt ist, hat Friedrich Hoffmann immer noch die Oberleitung seiner Firma inne. Eines Tages bekommt er Besuch von der jungen Susanne Menzel. Das Mädchen will den letzten Wunsch ihrer Großmutter erfüllen und übergibt dem alten Herrn ein Bündel Briefe, die dieser vor Jahrzehnten an Susannes Oma geschrieben hatte. In diese war er nämlich als junger Bursche sehr verliebt. Er hat jedoch nie erfahren, dass aus dieser Verbindung ein Sohn hervorgegangen ist – Susannes Vater. Und so kommt er plötzlich zu einer Enkelin. Susanne glaubt jedoch, der alte Hoffmann habe seinerzeit ihre Großmutter einfach sitzen gelassen. Deshalb will sie jetzt auch nichts mit ihm zu tun haben.
Um Näheres über Susannes Lebensumstände herauszubekommen, beauftragt Friedrich Hoffmann einen seiner Direktoren, Paul Degenhard, den Sohn seines besten Freundes, dies für ihn zu erledigen. Den Grund für den Auftrag behält er aber für sich. Paul ist jedoch so intensiv damit beschäftigt, sich mit der Leitung eines neuen Werkes vertraut zu machen, dass er den Auftrag seines Chefs bald vergessen hat. Als er schließlich Susanne als seine Sekretärin einstellt, ahnen beide nichts von den Zusammenhängen. Es dauert auch nicht lange, und Susanne begleitet Paul auf eine Geschäftsreise nach Athen. Dabei kommen sich die zwei näher.
Hoffmann hat inzwischen selbst recherchiert, was es mit seiner Enkelin auf sich hat, und dabei festgestellt, dass diese in seiner eigenen Firma arbeitet. Um die Verbindung mit Susanne herzustellen, bedient er sich eines Tricks: er arrangiert ein „zufälliges“ Zusammentreffen mit dem Mädchen bei einem Konzert. Dabei kümmert sich der alte Herr so rührend um Susanne, dass diese nach und nach eine bessere Meinung von ihrem Großvater bekommt. Der Familie bleibt nicht verborgen, dass sich der Senior-Chef immer mal wieder mit einer jungen Dame trifft. Bald kursiert das Gerücht, Hoffmann habe heimlich eine Geliebte. Als dieser dann gar die Familie zu einem Fest einlädt, glauben alle, er wolle dabei seine Verlobung bekanntgeben. Hoffmann gefällt sich nur allzu gut in seiner Rolle, sodass er seine Verwandtschaft absichtlich lange im Ungewissen lässt. Schließlich rückt er mit der Wahrheit heraus: Susanne sei seine Enkelin und werde demnächst Paul Degenhard heiraten. Nun herrscht wieder Friede im Kreis der Familie.

## Produktionsnotizen
Die Außenaufnahmen entstanden in den Städten Wien und Athen. Die Bauten wurden von dem Filmarchitekten Fritz Jüptner-Jonstorff geschaffen. Hans-Otto Borgmann komponierte die Musik unter Verwendung des Liedes „Man müßte nochmal zwanzig sein“ von Gerhard Jussenhoven nach einem Text von Kurt Feltz. Für die 62-jährige Drehbuchautorin Lotte Neumann, einst ein gefeierter Stummfilmstar, bedeutete Man müßte nochmal zwanzig sein die Abschiedsvorstellung beim Film.

## Kritik
Das Lexikon des internationalen Films zieht folgendes Fazit: „Vergröberte Neuauflage der Emil-Jannings-Komödie «Altes Herz wird wieder jung»“.

## Quelle
- Programm zum Film: Das Neue Film-Programm, erschienen im gleichnamigen Verlag, Mannheim, Nummer 3984